# Снохоумиш (окръг)
Вижте пояснителната страница за други значения на Снохоумиш.
Окръг Снохоумиш (на английски: Snohomish County) е окръг в щата Вашингтон, Съединени американски щати. Площта му е 5688 km², а населението – 801 633 души (2017). Административен център е град Евърет.

## Градове
- Гранит Фолс
- Едмъндс
- Лейк Стивънс
- Маунтлейк Терас
- Мил Крийк
- Мъкълтио
- Стануд
- Сълтан
- Удуей